# Lanzhou
Lanzhou, eller Lanchow, (udtales [län'jō']) er en by på præfekturniveau og hovedstaden i den kinesiske provins Gansu, beliggende i det centrale Kina ved Den Gule Flod (Huang He), i en højde af omkring 1.600 moh. Byen har 2,1 millioner indbyggere  på et areal af ca. 1.700 km². Lanzhou er også et vigtigt knudepunkt da den ligger strategisk mellem Tibet, Xinjiang, Mongoliet og det egentlige Kina. Byen har vigtige olieraffinaderier. 

## Myndigheder
Den lokale leder i Kinas kommunistiske parti er Li Rongcan. Borgmester er Zhang Jianping, pr. 2021.